# Perdona si te llamo amor (2014)
Perdona si te llamo amor es una película española de 2014 dirigida por Joaquín Llamas y protagonizada por Paloma Bloyd y Daniele Liotti. Basada en la  novela homónima del escritor italiano Federico Moccia publicada en 2007. La película se estrenó en cines el 20 de junio de 2014.

## Argumento
“Perdona si te llamo amor” es una película española del 2014 basada en una novela del italiano Federico Moccia con el mismo nombre. La novela narra la historia de Niki (Paloma Bloyd) y Alessandro (Daniele Liotti Archivado el 9 de julio de 2014 en Wayback Machine.), más conocido como Alex , quienes tienen 17 y 37 años respectivamente. Él es un ejecutivo del área publicitaria de una empresa mientras ella apenas es una estudiante que está en su último año del Instituto.
La película es narrada por un detective que guarda muchos secretos. La historia se inicia en el momento en que Helena (Irene Montalá) abandona a Alex y él conoce a Niki tras un accidente de tráfico. Después de varios intentos de la protagonista por hacer planes con él, formalizan la relación, que les ocasionará muchos problemas por su diferencia de edad.

## Reparto[8]
- Daniele Liotti como Alexandro "Alex"  Belli.
- Paloma Bloyd como Niki
- Joel Bosqued como Fer.
- Cristina Brondo como Susana.
- Pablo Chiapella como Pedro.
- Adrià Collado como Enrique.
- Jan Cornet como Marcelo.
- Andrea Duro como Oli.
- Irene Montalá como Elena.
- Lucía Guerrero como Erica.
- Marina Gatell como Cristina.
- Pep Munné como Leonardo.
- Mariona Ribas como Miriam.
- Patricia Vico como Simona.
- Olalla Moreno como Carmen.
- Oriol Vila como Andrés
- Jaime Pujol como Roberto.
- Jordi Rico como Felipe.
- Lucía Delgado como Diana.
- Àlex Maruny como Satur.
- Àlex Batllori como Jorge.
- Katia Klein como la secretaria.
- Laia Alemany como Olga.
- Celia Pastor como Eva.
- Anna Ycobalzeta como Gina.
- Montse Guallar como la profesora.
- Srecko Pirnat como el enfermero.
- Manuel Burque como el camarero.
- Andreu Dagas como el hermano de Niki.
- Ariel Benavente como Lorenzo.
- Raquel Dalmases como Carolina.
- Federico Moccia como el taxista de París.
- Ramón Langa.
- Aureli del Pozo.

## Curiosidades
- Scusa ma ti chiamo amore (versión italiana)[9]
- La película fue grabada en 2008 en Italia.  Otros actores: Raul bova y Michela Quattrociocche.

## Críticas
- 'Perdona si te llamo amor': ¿Repetimos?-Jordi Battle Caminal[10]
- Perdona si te llamo amor-Crítica a la versión italiana- Antonio Méndez[11]
- Perdona si te llamo amor: Por un puñado de azúcar- Ana Sánchez de la Nieta[12]

## Premios
- Candidatura a la mejor película europea (versión italiana) de los Premios Goya[13]